# Luz Casal
Luz Casal (11 november 1958, Boimorto) is een Spaanse zangeres.
Casal groeide op Asturias maar vertrok op jonge leeftijd naar Madrid, omdat ze daar meer kans maakte een muzikale carrière op te bouwen. Ze nam er in 1977 haar eerste single La guapa op. In de jaren tachtig had ze in Spanje enkele hits, zoals Rufino van Elena Santonja of Un nuevo día brillará (een vertaling van Duel au Soleil van Étienne Daho). Ook maakte ze de soundtrack van Tacones lejanos. In de jaren negentig had ze ook nog enkele bescheiden hits, zoals Besaré el suelo en Negra sombra.

## Discografie
- El ascensor (1980)
- Luz (1982)
- Los ojos del gato (1984)
- Luz III (1985)
- Quiéreme aunque te duela (1987)
- Luz V (1989)
- A contraluz (1991)
- Como la flor prometida (1995)
- Un mar de confianza (2000)
- Con otra mirada (2002)
- Sencilla alegría (2004)
- Vida tóxica (2007)
- La pasión (2009)
- Almas gemelas (2013)
- Que corra el aire (2018)
- Las ventanas de mi alma (2023)